# Jan Hendrikx (politicus)
Jan Andreas Marie Hendrikx (Brunssum, 27 mei 1941 – Wijchen, 29 november 2024) was een Nederlands politicus.

## Loopbaan
Hendrikx was van 12 juni 2007 tot 7 juni 2011 lid van de CDA-fractie van de Eerste Kamer der Staten-Generaal. Hiervoor was hij onder meer burgemeester van Herwen en Aerdt en van Wijchen, lid van Gedeputeerde Staten van Gelderland, topambtenaar op Binnenlandse Zaken en in de periode 1988-2002 commissaris van de Koningin in Overijssel. In de Eerste Kamer hield Hendrikx zich onder meer bezig met binnenlandse zaken, verkeer en waterstaat, milieu en Antilliaanse zaken.
Hendrikx overleed in 2024 op 83-jarige leeftijd.
- Parlement.com: vg09llza0jzq